# Goldsworthy Gurney
Pour les articles homonymes, voir Gurney.
Goldsworthy Gurney (14 février 1793 - 28 février 1875) était un chirurgien, pharmacien, conférencier, consultant, architecte, constructeur, le prototype même du gentleman chercheur et inventeur britannique de la période victorienne.

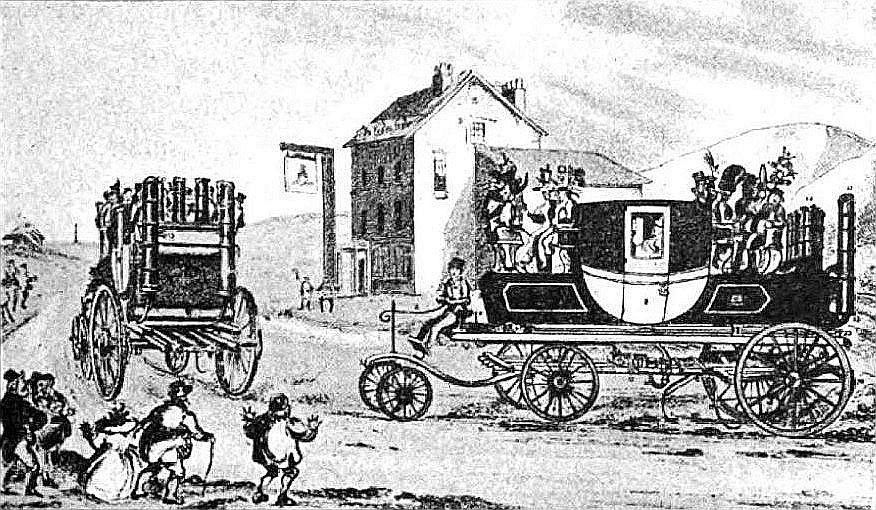
Voitures (dites alors "locomotives") à vapeur anglaises de Goldsworthy Gurney (à partir de 1826).

Parmi ses nombreuses réalisations, il a développé le chalumeau oxyhydrique et plus tard a appliqué ses principes à une nouvelle forme d'éclairage, la Bude-Light (en), il a aussi développé une série de véhicules à vapeur terrestres.
Les éléments entourant l'échec de son entreprise de véhicule à vapeur ont été en son temps l'objet de beaucoup de discussions.
L'invention du blaspipe (le blastpipe fait partie du système d'échappement d'une locomotive qui permet d'augmenter le tirage du feu.), un élément clé dans le succès des locomotives à vapeur, des moteurs, et d'autres systèmes au charbon a fait débat et fait toujours débat. Goldsworthy Gurney serait l'un des inventeurs présumés. Sa fille Anna Jane Gurney (1816-1895) s'est engagée dans une campagne très difficile pour assurer la blastpipe comme étant considérée de son invention.

## Lumière oxhydrique
En 1823, Goldsworthy Gurney, démontre la possibilité de produire de la lumière (light en anglais) avec un cylindre de chaux (lime en anglais) soumis à l'action de la flamme d'un mélange oxygène-hydrogène, nommée lumière oxhydrique. Cette source lumineuse fut ensuite utilisée par un officier de la marine britannique Thomas Drummond, lors d'une mission topographique. Drummond remplaça l'argile utilisée par Gurney par de la chaux afin d'obtenir une lumière encore plus vive. Comme « chaux », se dit « lime » en anglais et « lumière », « light », les anglophones nomment cette lumière « limelight ».